# سان لئاندرو (کالیفرنیا)
سان لئاندرو (به انگلیسی: San Leandro) شهری در شهرستان آلامدا ایالت کالیفرنیا است که در سرشماری سال ۲۰۱۰ میلادی، ۸۴۹۵۰ نفر جمعیت داشته است.